# Глизе 282
Глизе 282 — звёздная система, состоящая из четырёх звезд в экваториальном созвездии Единорога. На расстоянии 36 световых лет эта звезда имеет видимую величину 7,26, если смотреть с Земли. Звезда не видна невооружённым глазом. 
Звёздная система Gl 282AB состоит из двух оранжевых карликов. Главный компонент, Gliese 282A, представляет собой переменную звезду типа BY Дракона со спектральным классом K2V. Её эффективная температура составляет 4956 К. Компаньон, Глизе 282B, представляет собой меньшую звезду спектрального класса K5V. По состоянию на 2003 год у пары было угловое расстояние 58,30 угловых секунды при позиционном угле 113°. Это эквивалентно прогнозируемому расстоянию между компаньонами в 824 а.е. 
Имеется дальний общий компаньон (G 112-29) на угловом расстоянии 1,09°. На предполагаемом расстоянии от Gl 282AB это соответствует прогнозируемому расстоянию в 55733 а.е., что делает его одним из самых широко известных физических спутников. Первоначально предполагалось, что это красный карлик со спектральным классом M1.5Ve, но он оказался парой красных карликов (Ca и Cb) с массами 0,55 масс Солнца и 0,19 масс Солнца, совершающие один оборот по орбите за 6591 день.